# Гілда Ґерні
Гілда Ґерні (англ. Hilda Gurney, 1943) — американська вершниця.
Бронзова призерка Олімпійських Ігор 1976 року в командній виїздці, учасниця 1984 року.
Переможниця Панамериканських ігор 1975 (командна виїздка), 1979 (індивідуальна виїздка), 1983 (командна виїздка) років, срібна призерка 1983 року в індивідуальній виїздці.